# Cornelis Hin
Cornelis Nicolaas Hin (Den Helder, 6 oktober 1869 – Overveen, 21 oktober 1944) was een Nederlands zeiler die heeft deelgenomen aan de Olympische Spelen. Hij was oprichter van Kousenfabrieken Hin NV.
In 1920 nam hij samen met zijn zoons Frans en Johan deel aan de Olympische Zomerspelen van Antwerpen in de klasse 12-voets jollen in hun boot de Beatrijs III. Ze wonnen daarbij de gouden medaille. Overigens waren hun enige tegenstanders in de Olympische regatta ook Nederlanders: Arnoud van der Biesen en Petrus Beukers in de Boreas. In Antwerpen eindigde de confrontatie onbeslist: de derde race werd geannuleerd. Daarom werden twee maanden na de Spelen, op het Buiten-IJ in Amsterdam, twee beslissende wedstrijden gevaren, die beide door de familie Hin gewonnen werden. Daarmee waren zij de eerste Olympiërs die goud wonnen op Nederlands grondgebied.